# Bernardino Honorati
Bernardino Honorati (ur. 17 lipca 1724 w Jesi, zm. 12 sierpnia 1807 w Senigallii) – włoski kardynał.

## Życiorys
Urodził się 17 lipca 1724 roku w Jesi, jako syn Giuseppego Honoratiego Marianny Cimy. Studiował na La Sapienzy, gdzie uzyskał doktorat utroque iure. Następnie został referendarzem Trybunału Obojga Sygnatur i relatorem Świętej Konsulty. 31 grudnia 1759 roku przyjął święcenia kapłańskie. 28 stycznia 1760 roku został tytularnym arcybiskipem Side, a 25 lutego przyjął sakrę. W latach 1760–1767 był nuncjuszem we Florencji, a w okresie 1766–1775 – w Wenecji. 23 czerwca 1777 roku został kreowany kardynałem prezbiterem i otrzymał kościół tytularny Santi Marcellino e Pietro. W tym samym roku został arcybiskupem ad personam Senigallii. Zmarł tamże 12 sierpnia 1807 roku.